# Tamamschjania lazica
Tamamschjania lazica är en flockblommig växtart som först beskrevs av Pierre Edmond Boissier och Benedict Balansa, och fick sitt nu gällande namn av Pimenov och Kljuykov. Tamamschjania lazica ingår i släktet Tamamschjania och familjen flockblommiga växter. Inga underarter finns listade i Catalogue of Life.